# Andrés Rodríguez Vila
Andrés Rodríguez Vila (ur. 19 grudnia 1973 w Montevideo) – urugwajski szachista, pierwszy arcymistrz w historii tego kraju (tytuł otrzymał w 1997 roku).

## Kariera szachowa
W szachy gra od czwartego roku życia. W 1987 r. zajął IV miejsce w mistrzostwach świata juniorów do 14 lat w San Juan. W 1988 r. po raz pierwszy w karierze wystąpił w finale indywidualnych mistrzostw Urugwaju. W 1990 r. zdobył w Asunción, w wieku 17 lat, tytuł mistrza krajów panamerykańskich juniorów w kategorii do 20 lat. Dzięki temu osiągnięciu otrzymał, jako pierwszy Urugwajczyk, tytuł mistrza międzynarodowego. W następnym roku podzielił V miejsce w mistrzostwach świata juniorów do 18 lat w Guarapuavie. W 1997 r. Międzynarodowa Federacja Szachowa przyznała mu tytuł arcymistrza. W 1999 r. wystąpił w rozegranym pucharowym w Las Vegas turnieju o mistrzostwo świata, w I rundzie przegrywając po dogrywce z Karenem Asrjanem. W 2009 r. zakwalifikował się do rozegranego w Chanty-Mansyjsku turnieju o Puchar Świata, również w I rundzie przegrywając z Siergiejem Kariakinem.
W 1994 r. zadebiutował w narodowej drużynie na szachowej olimpiadzie rozegranej w Moskwie. W turniejach olimpijskich startował jeszcze dwukrotnie (2004, 2010), największy sukces odnosząc w 2004 r. w Calvii, gdzie zdobył srebrny medal za indywidualny wynik na I szachownicy.
Andrés Rodríguez Vila przez wiele lat nie startował w finałach mistrzostw Urugwaju, uczestniczył w nich w latach 1988, 1991 i 1992, a następnie dopiero w 2010 roku. Z tego powodu nie ma w swoim dorobku wielu medali mistrzostw kraju: w 2010 r. podzielił II-III miejsce (za Manuelem Larreą, wspólnie z Bernardo Roselli Mailhe), w 2011 r. zdobył medal srebrny (zwyciężył wówczas Bernardo Roselli Mailhe), natomiast swój pierwszy tytuł mistrza Urugwaju zdobył dopiero w 2012 roku.
Odniósł wiele sukcesów w turniejach międzynarodowych, zwyciężając bądź dzieląc I miejsca m.in. w Punta del Este (1993), Rosario (1996), Villa Ballester (1996, 1998, 1999), Buenos Aires (1997, 2003, 2008, 2009, 2010), Cordobie (1998, turniej strefowy), Mar del Placie (1999, 2007), Cipolletti (2003), Vicente López (2003, 2009, 2011), São Paulo (2004, 2005, 2006), Vitorii (2006), Guarapari (2006), Villa Martelli (2007, 2009, 2010), Registro (2008) oraz Asunción (2009, turniej strefowy).
Najwyższy ranking w dotychczasowej karierze osiągnął 1 stycznia 1996 r., z wynikiem 2575 punktów dzielił wówczas 110. miejsce na światowej liście FIDE, jednocześnie zajmując 1. miejsce wśród urugwajskich szachistów.